# Mitja Ribičič

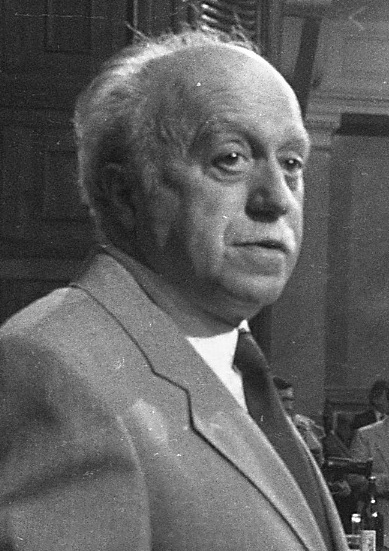
Mitja Ribičič (1983)

Mitja Ribičič (* 19. Mai 1919 in Triest; † 28. November 2013 in Ljubljana) war ein jugoslawischer Politiker  des Bundes der Kommunisten Jugoslawiens (BdKJ). Nach dem Zerfall Jugoslawiens lebte er in Slowenien.

## Biografie
Mitja Ribičič wurde 1919 in Triest als Sohn des Jugendschriftstellers Josip Ribičič geboren.
1941 wurde er Mitglied der Kommunistischen Partei Jugoslawiens und bald darauf auch der Osvobodilna Fronta Sloweniens. Gemeinsam mit Ivan Maček „Matija“ war er Führungsmitglied der OZNA. In dieser Funktion war er gemeinsam mit Bojan Polak auch für die Errichtung der „Konzentrationslager“ für gefangene Domobranci, politische Gegner und ethnische Deutsche in Slowenien, darunter Teharje und das Lager Sterntal, verantwortlich.
Ribičič wurde am 18. Mai 1969 als Nachfolger von Mika Špiljak zum Vorsitzenden des Bundesexekutivrates (Ministerpräsident) der Sozialistischen Föderativen Republik Jugoslawien (SFRJ) ernannt. Dieses Amt hatte er zwei Jahre bis zum 30. Juli 1971 inne. Anschließend folgte ihm Džemal Bijedić.
Später war er zwischen Juni 1982 und Juni 1983 als Nachfolger von Dušan Dragosavac Vorsitzender des Präsidiums des BdKJ. Nachfolger wurde Dragoslav Marković.
Nach mehr als elfjährigen Ermittlungen klagte die slowenische Staatsanwaltschaft Ribičič im Mai 2005 wegen Völkermords an. Ihm wurde für die Zeit zwischen 1945 und 1946 der Massenmord an 234 mutmaßlichen Kollaborateuren des NS-Regimes vorgeworfen. Es wurde jedoch auf nicht ausreichenden Tatverdacht entschieden und die Vorwürfe wurden daher in Slowenien nicht weiter verfolgt.